# Tulasnella robusta
Tulasnella robusta är en svampart som beskrevs av Gresl. & Rajchenb. 2001. Tulasnella robusta ingår i släktet Tulasnella och familjen Tulasnellaceae.   Inga underarter finns listade i Catalogue of Life.